# Jaroslav I., veliki knez Kijeva
Jaroslav Vladimirovič Mudri (staroslavenski: Ярослав Мудрый, staronordijski: Jarizleifr); (978. – 1054.); je novgorodski i potom veliki kijevski knez, koji je bio na čelu prve istočnoslavenske države Kijevske Rusi u razdoblju između 1019. i 1054. godine. Jaroslav je bio sin kijevskog kneza Vladimira Velikog i kneginje Rohnide (Rogneda, ili Rogneda Rogvoldovna) iz staroruske kneževine Polocka. Za vrijeme Jaroslava Kijevska Rus' se nalazila na vrhuncu kulturne, vojne i političke moći. Jaroslav je utemeljitelj zakonika Rus'ka pravda.
Jaroslav je u svoje vrijeme bio posljednji knez koji je vrlo uspješno odoljevao svim vojnim i političkim napadima te je razvijao kršćansku kulturu stvorivši od Kijeva i Kijevske Rusi najveće gospodarsko i kulturno središte srednjovjekovne Europe. U njegovo vrijeme reformirana Kijevska Rus' politički i ekonomski je stabilizirana te priznata u širim srednjovjekovnim europskim i svjetskim krugovima kao jedna od najrazvijenih država tog vremena. Jaroslav je promovirao prijateljske i političke veze s ostalim razvijenim državama u okruženju, ali posebno sa zapadnom Europom, zbog čega je postao poznat pod imenom «zet Europe». To se posebno moglo primijetiti u međusobnim odnosima između članova Jaroslavove obitelji i vladajućim dinastijama gotovo cijele Europe. 

## Međunarodni odnosi
Jaroslavova žena Irena je bila kćer kralja Švedske, Jaroslavova kćer Elizabeta udala se za norverškog kralja Harolda III., druga kćer Anastazija se udala za ugarskog kralja Andreja I., a njegova najmlađa kćer Ana se udala za francuskog kralja Henryja I. Jaroslavov najstariji sin Izjaslav oženio je njemačku princezu Gertrudu, zbog čega su kijevski vladari bili u izuzetno dobrim odnosima s njemačkim. Godine 1037. uspostavljena je crkvena hijerarhija na čelu s Kijevskim metropolitom Rusinom Ilarionom, koji je bio odgovoran Carigradskom patrijarhu u Bizantu. Kijevska Rus’ tada gradi odlične kulturno-političke odnose s tadašnjom Poljskom, Bohemijom i Ugarskom. 
Jaroslav je ujedno bio i veliki graditelj te je izgradio stotine crkvi bizantskog stila, obnovio i učvrstio veći broj tvrđava, unaprijedio je zakone države i uspostavio sudove. Prema njemačkom povjesničaru Thietmaru von Merseburgu, Kijev je u vrijeme Jaroslava izrastao u veliki grad koji je imao preko 400 crkvi i 8 trgovačkih središta. Tada je izgrađena Saborna crkva Svete Sofije koja se i danas renovirana nalazi u Kijevu. Drugi povjesničar, Adam Bremenski Kijev opisuje kao ravnopravnog takmaca Carigradu. Stvorene su jake kulturne veze s bizantskom Crkvom, koje su ukrajinske svjetovne i crkvene poglavare u kulturno-prosvjetnom i religijskom smislu postavile na čelno mjesto među ostalim pravoslavnim narodima sve do 18. stoljeća. Naziv Jaroslav Mudri dobio je zahvaljujući stvaranju zakonika Rus'ka pravda koji je prikupio ondašnje norme u pravni kodeks države.
Jaroslav je prije svoje smrti podijelio vlast nad Kijevskom Rusi među svojim sinovima: inače drugim preživjelim najstarijim sinom Izjaslavom (1054. – 1073.) u glavnom središtu Kijevu, Svjatoslavom u Černigivu, Vsevolodom u Perejaslavu i Igorom u Voliniji te nećacima u drugim krajevima države.

## Vanjske poveznice
- Ярослав Владимирович Мудрый
- Yaroslav the Wise - Jaroslav Volodymyrovyč ‘Mudryj', b 978, d 20 February 1054 in Kyiv.
- Канонізація святого благовірного князя Ярослава Мудрого  Arhivirana inačica izvorne stranice od 30. siječnja 2009. (Wayback Machine)